# 云南巴豆
云南巴豆（学名：Croton yunnanensis），为大戟科巴豆属下的一个植物变种。
种加词 yunnanensis 意为“云南的”。